# Staryj Amanak
Staryj Amanak (ros. Старый Аманак) – wieś (sieło) w Rosji, w obwodzie samarskim, w rejonie pochwistniewskim. W 2010 liczyła 1930 mieszkańców.